# Vani Harikrishna
Vani Harikrishna (canarés: ವಾಣಿ ಹರಿಕೃಷ್ಣ) es una cantante, compositora y directora musical de playback cinematográfica india, actualmente trabaja para el cine del Sur de la India, principalmente para películas del cine canarés. Ella ha compuesto, escrito e interpretado varias canciones devocionales antes de dedicarse como cantante de playback. Fue ganadora al Premio del Estado de Karnataka para su interpretación de su tema musical titulado "Madhuvana Karedare", que fue interpretada para una película titulada "Inthi Ninna Preethiya". Vani debutó como compositora de cine en una película del 2013 titulada Loosegalu. 

## Filmografía

### Como compositora
| Año  | Película         | Idioma  | Notas               |
| ---- | ---------------- | ------- | ------------------- |
| 2013 | Loosegalu        | canarés | Debut as a composer |
| 2013 | Meenakshi        | canarés |                     |
| 2013 | Ring Road Shubha | canarés |                     |

### Como cantante
| Año  | Película               | Canción              | Director musical |
| ---- | ---------------------- | -------------------- | ---------------- |
| 2008 | Inthi Ninna Preethiya  | "Madhuvana Karedare" | Sadhu Kokila     |
| 2008 | Meghave Meghave        | "Hey Neeli Gagana"   | V. Harikrishna   |
| 2008 | Payana                 | "Jaare"              | V. Harikrishna   |
| 2009 | Maleyali Jotheyali     | "Maleyali Jotheyali" | V. Harikrishna   |
| 2009 | Cheluveye Ninne Nodalu | "Olave Ninne"        | V. Harikrishna   |
| 2011 | Paramathma             | "Hesaru Poorthi"     | V. Harikrishna   |
| 2011 | Saarathi               | "Haago Heego"        | V. Harikrishna   |
| 2011 | Police Story 3         | "Banna Banna"        | Sagar S          |
| 2011 | Dushta                 | Jhinke Oh Jhinke     | S. Narayan       |
| 2012 | Addhuri                | "Mussanje Veleli"    | V. Harikrishna   |
| 2012 | Shikari                | "Kannadiye"          | V. Harikrishna   |
| 2012 | Snehitaru              | "Badukodu Hege"      | V. Harikrishna   |
| 2013 | Loosegalu              | "Bele Haari"         | Vani Harikrishna |
| 2013 | Kaddipudi              | "Bere Yaro"          | V. Harikrishna   |
| 2014 | Ulidavaru Kandanthe    | "Kanna Muchche"      | Ajneesh Loknath  |
| 2014 | "Dove"                 | "Heegu Irabahude"    | Arjun Janya      |

## Premios
- Won - Karnataka State Film Award for Best Female Playback Singer for the song Madhuvana Karedare from the film Inthi Ninna Preethiya written by Jayanth Kaikini and composed by Sadhu Kokila.
- Won - Suvarna Film Award for Best Female Playback Singer 2011  for the song Haago Heego from the film Saarathi written by Nagendra Prasad and composed by V. Harikrishna.
- Won - Suvarna Film Award for Best Female Playback Singer 2012 for the song Mussanje Veleli from the film Addhuri written by Arjun and composed by V. Harikrishna.
- Won - Mirchi Music Awards South for 'The Best Female Playback Singer 2012' for the song Mussanje Veleli from the film Addhuri written by Arjun and composed by V. Harikrishna.
- Won - South Indian International Movie Awards for Best Female Playback Singer for the song "Mussanje Veleli" from the film Addhuri written by Arjun and composed by V. Harikrishna.
- Nominated -Filmfare Award for Best Female Playback Singer – Kannada for the song Mussanje Veleli from the film Addhuri written by Arjun and composed by V. Harikrishna.[2]
- Won - South Indian International Movie Awards for Best Female Playback Singer for the song "Bere Yaaro" from the film Kaddipudi.